# The Sorrento
The Sorrento (chinois: 擎天半島) est un complexe de cinq tours résidentielles achevé en 2003 à Kowloon, sur le territoire de Hong Kong. Les cinq tours, d'aspect similaire mais de hauteur décroissante, sont numérotées de 1 à 6, le numéro 4 étant omis.